# Liste der britischen Botschafter in Österreich
Dies ist eine Liste der britischen Gesandten und Botschafter in Österreich.

## Missionschefs

### Britische Gesandte in der Habsburgermonarchie (bis 1804)
Nur Gesandte des Königreich Großbritannien (ab 1707).
1707: Aufnahme diplomatischer Beziehungen
...
- 1727–1730: James Waldegrave, 1. Earl Waldegrave
- 1730–1748: Thomas Robinson, 1. Baron Grantham
- 1748–1756: Robert Murray Keith
- 1756–1764: John Carmichael, 3. Earl of Hyndford

...
- 1799–1801: Gilbert Elliot-Murray-Kynynmound, 1. Earl of Minto

### Britische Botschafter in der Österreichischen Monarchie
- 1801–1806: Sir Arthur Paget
- 1806–1807: Robert Adair
- 1807–1807: George Herbert, 11. Earl of Pembroke

1807 bis 1813: Unterbrechung der Beziehungen infolge der Napoleonischen Kriege
- 1813–1814: George Hamilton-Gordon, 4. Earl of Aberdeen
- 1814–1823: Charles William Vane, 3. Marquess of Londonderry
- 1823–1831: Sir Henry Wellesley
- 1831–1841: Sir Frederick Lamb
- 1841–1846: Sir Robert Gordon
- 1846–1850: John Ponsonby
- 1851–1855: John Fane, 11. Earl of Westmorland
- 1855–1858: Sir George Hamilton Seymour
- 1858–1860: Lord Augustus Loftus
- 1860–1867: John Bloomfield, 2. Baron Bloomfield

### Britische Botschafter in der Österreichisch-ungarischen Monarchie

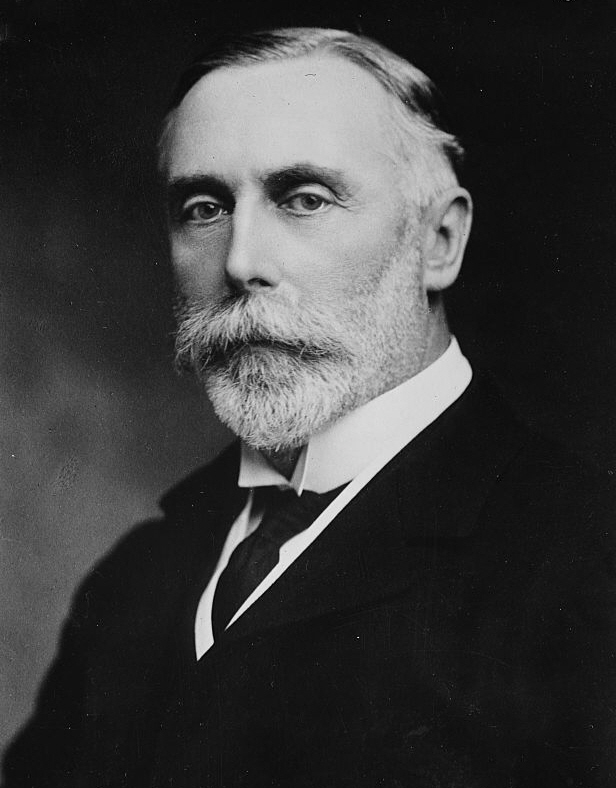
Sir Maurice de Bunsen (1909)

- 1867–1871: John Bloomfield, 2. Baron Bloomfield
- 1871–1877: Sir Andrew Buchanan, 1. Baronet
- 1877–1884: Sir Henry Elliot
- 1884–1893: Sir Augustus Paget
- 1893–1897: Sir Edmund Monson, 1. Baronet
- 1897–1900: Sir Horace Rumbold
- 1900–1905: Sir Francis Plunkett
- 1905–1908: Sir Edward Goschen
- 1908–1913: Sir Fairfax Cartwright
- 1913–1914: Sir Maurice de Bunsen

1914: Abbruch der diplomatischen Beziehungen infolge des Ersten Weltkriegs

### Britische Botschafter in der Republik Österreich (seit 1919)
1919: Aufnahme diplomatischer Beziehungen
- 1919–1920: Sir Francis Lindley
- 1920–1921: Sir Francis Lindley
- 1921–1928: Aretas Akers-Douglas, 2. Viscount Chilston
- 1928–1933: Sir Eric Phipps
- 1933–1937: Sir Walford Selby
- 1937–1938: Michael Palairet

1938 bis 1945: Unterbrechung der Beziehungen infolge der deutschen Annexion Österreichs
- 1946–1948: Sir Henry Mack
- 1948–1949: Sir Bertrand Jerram
- 1949–1954: Sir Harold Caccia
- 1954–1958: Sir Geoffrey Wallinger
- 1958–1961: Sir James Bowker
- 1961–1965: Sir Malcolm Henderson
- 1965–1967: Sir John Pilcher
- 1967–1970: Sir Anthony Rumbold, Bt.
- 1970–1972: Sir Peter Wilkinson
- 1972–1976: Sir Denis Laskey
- 1976–1979: Hugh Travers Morgan
- 1979–1982: Donald Gordon
- 1982–1986: Michael Alexander
- 1986–1989: Robert O’Neill
- 1989–1992: Brian Crowe
- 1992–1996: Terence Wood
- 1996–2000: Sir Anthony Figgis
- 2000–2003: Antony Ford
- 2003–2007: John Malcolm Macgregor
- 2007–2012: Simon Smith
- 2012–2016: Susan le Jeune d’Allegeershecque[1]
- 2016–2021: Leigh Turner[1]
- seit September 2021: Lindsay Skoll[2]